# 何伟 (1910年)
何偉（1910年4月20日—1973年3月9日），原名霍恒德，男，河南汝南三桥乡刘庄人，中国共产党高级领导人。

## 生平
1934年毕业於武漢華中大學，担任中学教师。1935年参与领导了武汉一二九运动。1936年3月加入中國共產黨，并把名字霍恒德改为何伟。1936年5月，他作为武汉代表参与筹备全国抗日救国联合会，当选为执行委员。1936年11月，国民政府逮捕“救国会”领袖沈钧儒等七人，史称“七君子事件”。何伟以常务理事身份到上海主持该会工作，在宋庆龄领导下开展全国性的营救活动。1937年，何伟在南京被国民政府逮捕入狱。
抗日战争爆发后，第二次国共合作，经周恩来、沈钧儒等营救出狱，回武汉工作，历任中共武汉临时工委书记、湖北省委宣传部长。1938年10月，受周恩来指派到安徽大别山区传达中共中央长江局对大别山地区工作的部署，之后坚持敌后斗争。1940年任新四军第四支队政治部主任、新四军第七师政治部主任兼军政委员会副书记、皖中区委书记，参与领导建立皖中区抗日民主根据地。1943年到延安入中央党校学习。1945年4月出席中共七大。
抗战胜利后赴东北，任中共牡丹江省委书记兼牡丹江军区政治委员，领导发动群众进行土地改革和剿匪工作。1948年辽沈战役爆发前，由牡丹江军区机关组建了东北野战军铁道纵队，何伟任纵队政委。
1949年5月任武汉市军事管制委员会委员兼秘书长。1949年9月到1952年7月，任广西省委副书记兼桂北区党委书记兼桂林市市长、桂林市军管会主任。后来又兼任省委宣传部长、广西省土地改革委员会主任，主持全省的土改运动。1952年9月，何伟奉调广州工作，任广州市委第二书记、华南分局常委、中南局常委、中南行政委员会委员。1952年12月任广西第一届政协副主席。1952年12月，在廣州市第五屆各界人民代表會議及廣州市第一屆人民代表大會第一次會議中，接替叶剑英任广州市長、华南分局常委、广州市委第一书记。
1954年10月调外交部任部长助理，兼苏联东欧司司长、外交部机关党委书记等职。
1958年1月，接替罗贵波，担任中华人民共和国驻越南大使兼驻老挝经济文化代表团团长。1962年初朱其文接任，何伟任河南省委第二书记，三次到兰考县调研和指导工作，发现培养了县委书记的榜样——焦裕禄。1964年5月任教育部部长、党组书记。1964年底当选第三届全国人大代表。
“文化大革命”爆发后，他被打成所谓“推行修正主义教育路线的总代表”，被关进阴暗、潮湿的地下室，受尽各种折磨。后来被送到安徽“五七干校”劳动改造。1972年因病回京就医。1973年3月9日在北京去世，享年63岁。
十一届三中全会以后，中共中央为何伟彻底平反昭雪。